# Pedro Millán

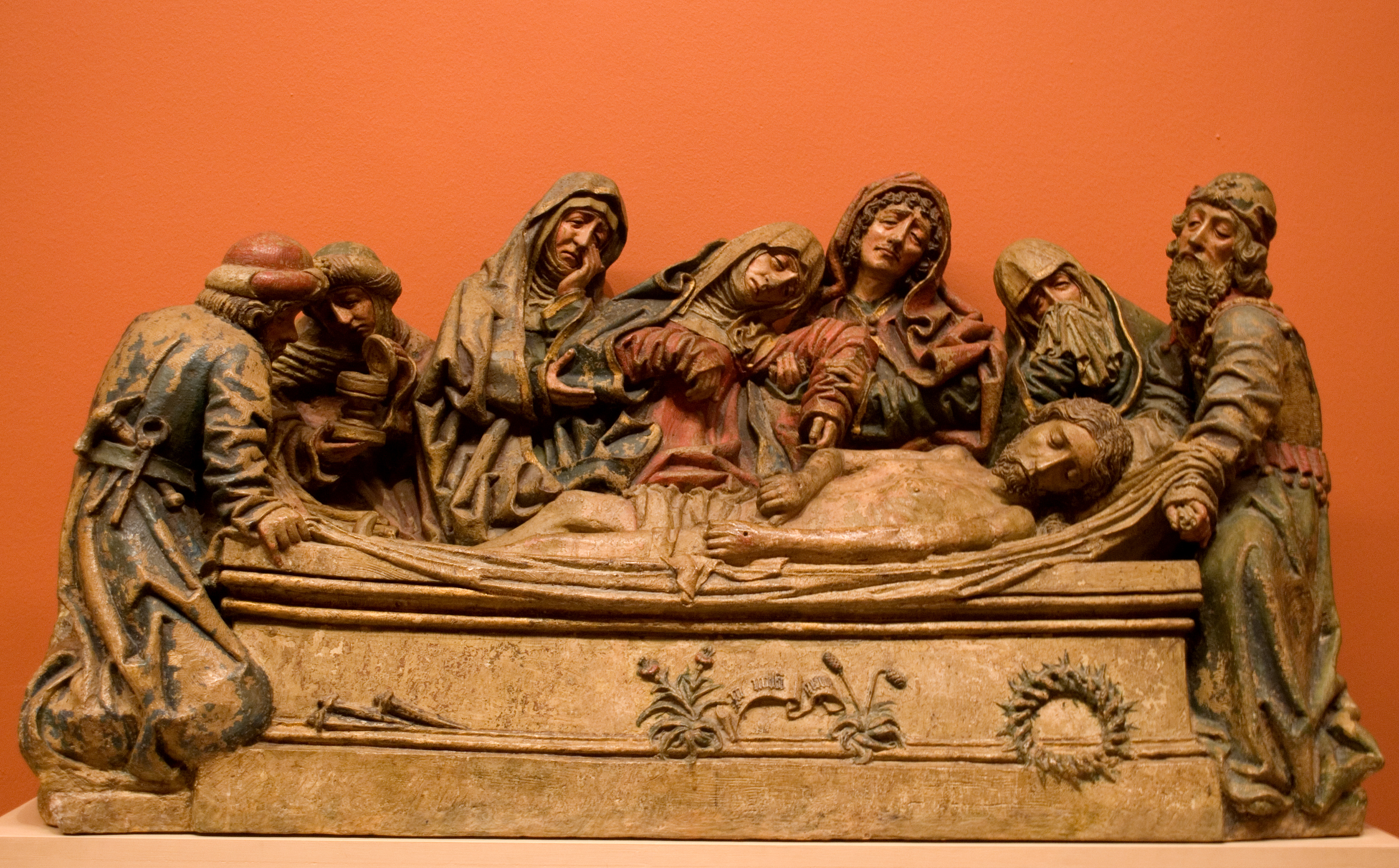
Entierro de Cristo. Museo de Bellas Artes de Sevilla.

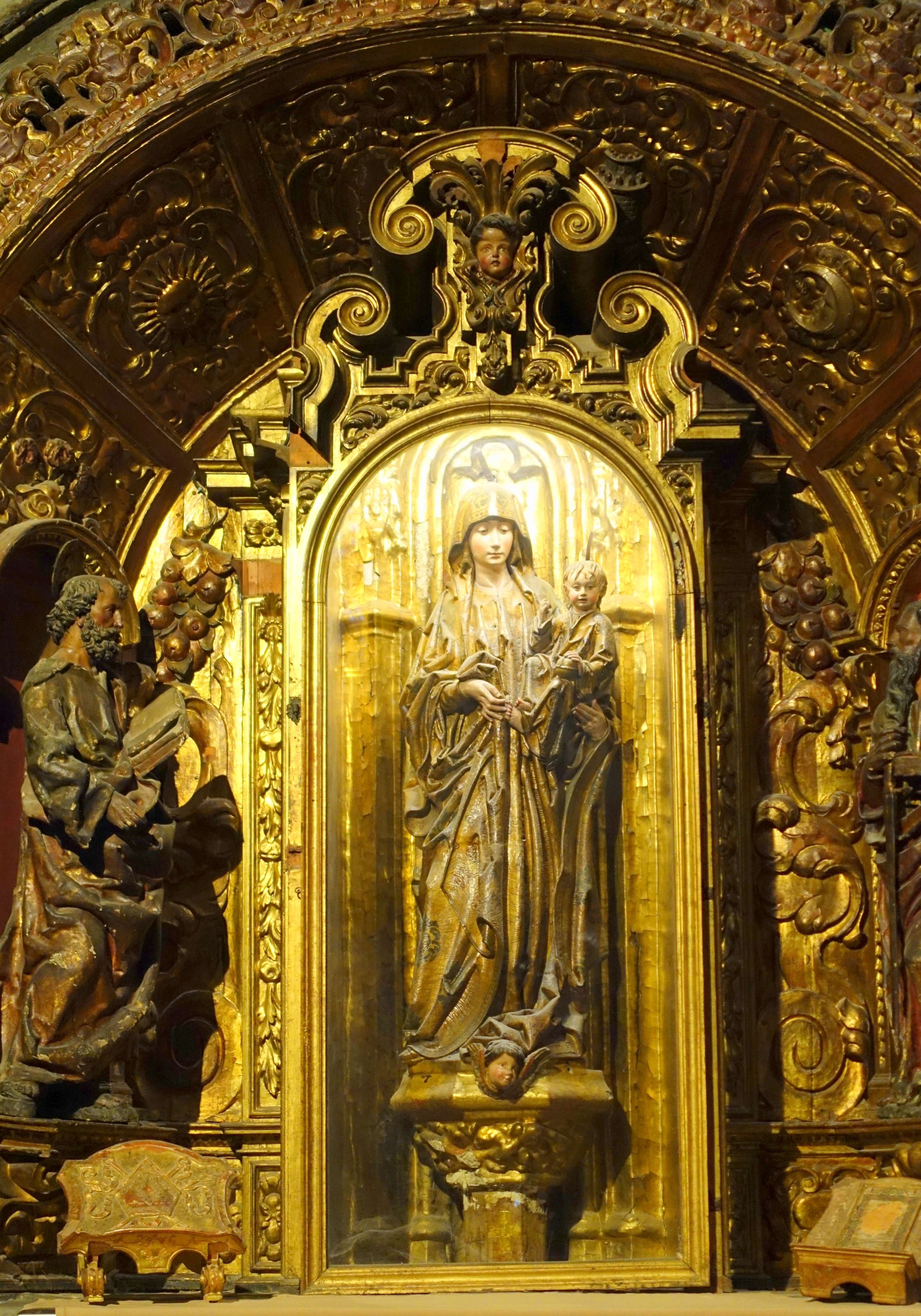
Virgen del Pilar. Catedral de Sevilla

Pedro Millán fue un escultor español activo en Sevilla entre finales del siglo XV y principios del XVI.

## Biografía
Estuvo casado al menos en dos ocasiones, con Catalina de Ormaza, de la cual tuvo a Rodrigo, y con Teresa Vázquez de Melgarejo, de la cual tuvo a Cristóbal, viñero, y a Diego, clérigo. Tuvo un cuarto hijo, Juan, que también fue entallador y discípulo suyo, aunque no está confirmada de qué matrimonio.

## Obra
Su obra supone la última manifestación del goticismo borgoñón en Sevilla, anterior a la llegada del estilo renacentista italiano. Cultivó la escultura en barro cocido.

### Obras firmadas
- Estatuas de profetas sedentes en las arquivoltas de las portadas del Bautismo y del Nacimiento de la Catedral de Sevilla.[4]
- Virgen del Pilar. Capilla de la Virgen del Pilar de la Catedral de Sevilla.[5]
- Grupos escultóricos Entierro de Cristo y Cristo Resucitado o Varón de Dolores. Museo de Bellas Artes de Sevilla.[6]
- Grupo escultórico de la Piedad o Llanto sobre Cristo. Museo del Hermitage de San Petersburgo.[7][8]
- Medallón de San Cosme y San Damián en la portada del Convento de Santa Paula de Sevilla. Otros medallones y ángeles de esta portada son atribuidos a este escultor por Pérez-Embid.[9]
- San Miguel. Museo de Victoria y Alberto de Londres.[10]

### Atribuciones
- Santiago el Menor. Capilla de San Hermenegildo de la Catedral de Sevilla.[11]
- Jesús atado a la columna. Museo de Bellas Artes de Sevilla.[12]
- Santa Inés. Hornacina sobre la puerta del Convento de Santa Inés de Sevilla. Se trata de una escultura de madera por lo que, de confirmarse la autoría, sería la única pieza del autor en este material.[9]
- Tres figuras del Bautismo de Cristo en el tímpano de la portada del Bautismo de la Catedral de Sevilla.[13]
- Cristo atado a la columna y Virgen del Rosario. Iglesia del Convento de Santo Domingo de Écija.[14]
- Estatua sepulcral del prior Pero Vázquez. Iglesia del Castillo de Aracena.[15]
- Cristo de la Viga. Catedral de Jerez de la Frontera. Ha sido atribuida por otros a Francisco de Heredia.[16][17]

Se atribuye a él o a su círculo el Cristo de las Aguas de la Iglesia de San Dionisio de Jerez de la Frontera.
También se atribuye a su círculo una Piedad que se encuentra en el Museo de Bellas Artes de Sevilla.